# Thomas Hardy

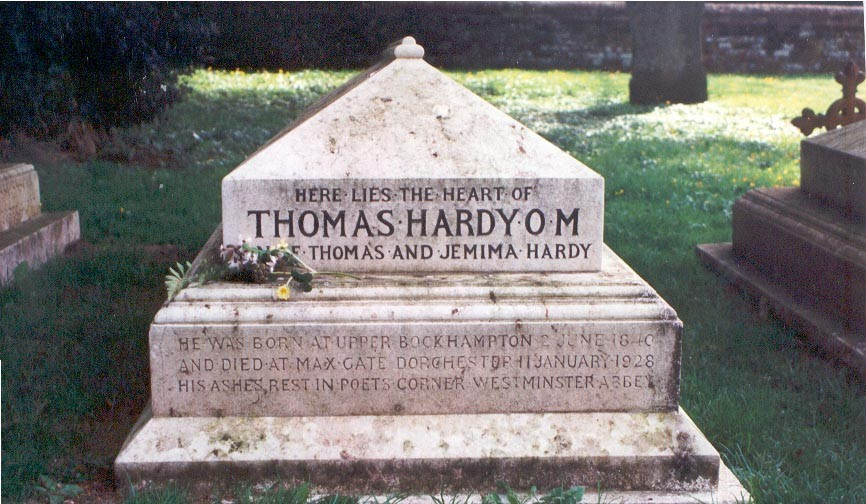
Miejsce pogrzebania serca Thomasa Hardy’ego na kościelnym cmentarzu w wiosce Stinsford, hrabstwo Dorset, Anglia

Thomas Hardy (ur. 2 czerwca 1840 w Higher Bockhampton k. Dorchester, zm. 11 stycznia 1928 w Dorchester) – angielski pisarz i poeta, przedstawiciel nurtu naturalistycznego. Jego postacie literackie zmagają się ze swoimi pasjami i sytuacjami życiowymi. Utwory Hardy’ego, których akcja w większości rozgrywa się w półmitycznym hrabstwie Wessex, odznaczają się swoistymi poetyckimi opisami i nasyceniem fatalizmem.
Pochodził z klasy średniej; jego ojciec był architektem i zajmował się budowaniem kościołów z cegieł. Sam Thomas Hardy był zagorzałym ateistą.
Napisał m.in. powieści Far from the Madding Crowd (Z dala od zgiełku, 1874), Tess of the d’Urbervilles (Tessa d’Urberville, 1891), Jude the Obscure (Juda nieznany, 1895). W swoich utworach kontrastował dwie rzeczywistości – miasta i wsi. Miasto utożsamiał ze złem, przestępczością, zatraceniem wartości. O wsi natomiast pisał z nostalgią, idealizując ją i przedstawiając jej idylliczne wizje. Opisywał społeczeństwo preindustrialne i dramat ludzi zmuszonych do migracji do miasta. Głównymi motywami jego powieści są losy tragicznych postaci próbujących przeciwstawić się przeznaczeniu. Bohaterowie są zdani na łaskę zewnętrznych sił oraz własnych żądz i natury. Nie mogą zmienić swojego losu w świecie rządzonym przez przypadek. Stać ich jednak na zachowanie godności, a nawet heroizm.
Hardy pisał też wiersze. Jest autorem tomu Wessex Poems and Other Verses (1898), wydano też tomy jego wierszy Collected Poems (1919) i Human Shows (1925).
W 1910 został uhonorowany przez króla Wielkiej Brytanii odznaczeniem Order of Merit (Order Zasługi), dzięki czemu za jego imieniem i nazwiskiem może figurować skrótowiec OM.
Wiele jego powieści stało się podstawą znanych filmów, takich jak:
- Z dala od zgiełku, 1967, reż. John Schlesinger
- Tess, 1979, reż. Roman Polański
- Więzy miłości, 1996, reż. Michael Winterbottom (według powieści Juda nieznany)
- Królowie życia, 2000, reż. Michael Winterbottom (według powieści Burmistrz Casterbridge)
- Z dala od zgiełku, 2015, reż. Thomas Vinterberg